# Вулиця Генерала Гандзюка (Київ)
Вулиця Генерала Гандзюка — вулиця в Оболонському районі міста Києва, промислова зона Оболонь. Пролягає від проспекту Степана Бандери до Вербової вулиці.

## Історія
Первісно існувала як безіменний проїзд. Наприкінці 2010-х запроєктована як майбутня вулиця під проєктною назвою вулиця проектна 13096. Названа на честь українського військового діяча доби УНР Генерала Гандзюка — з 2018 року.